# Linie (jezioro na Równinie Nowotomyskiej)
Linie – jezioro w woj. wielkopolskim, w powiecie nowotomyskim, w gminie Lwówek, leżące na terenie Równiny Nowotomyskiej.

## Dane morfometryczne
Powierzchnia zwierciadła wody według różnych źródeł wynosi od 11,0 ha do 12,6 ha.
Zwierciadło wody położone jest na wysokości 90,8 m n.p.m. lub 90,1 m n.p.m. Średnia głębokość jeziora wynosi 2,0 m, natomiast głębokość maksymalna 3,3 m.

## Hydronimia
Według spisu opracowanego przez Komisję Nazw Miejscowości i Obiektów Fizjograficznych (KNMiOF) nazwa tego jeziora to Linie (bez słowa "jezioro" w nazwie).